# Aelurillus nabataeus
Aelurillus nabataeus är en spindelart som beskrevs av Prószynski 2003. Aelurillus nabataeus ingår i släktet Aelurillus och familjen hoppspindlar. Inga underarter finns listade i Catalogue of Life.